# Pseudoterpna reducta
Pseudoterpna reducta là một loài bướm đêm trong họ Geometridae.